# Schildomyia punctifrons
Schildomyia punctifrons är en tvåvingeart som beskrevs av Malloch 1926. Schildomyia punctifrons ingår i släktet Schildomyia och familjen tickflugor. Inga underarter finns listade i Catalogue of Life.